# نیس (آکرشوس)
نیس (به لاتین: Nes) یک شهرداری در نروژ است که در آکرشوس واقع شده‌است. نیس ۶۳۷ کیلومتر مربع مساحت و ۲۱٬۵۱۳ نفر جمعیت دارد.